# Ясківка печерна
Ясківка печерна (Petrochelidon fulva) — вид горобцеподібних птахів родини ластівкових (Hirundinidae). Поширений в Америці.

## Поширення
Вид поширений в Мексиці, на півдні США та на Великих Антильських островах. Популяції внутрішніх районів Мексики, Юкатану та південних Антильських островів ведуть осілий спосіб життя, а решта є мігруючими.

## Опис
Ці ластівки мають довжину від 12 до 14 см і вагу в 19 г. Вони мають синьо-сіру верхню частину, а передня частина горла шоколадно-мандаринового кольору.

## Підвиди
- P. f. pallida (Nelson, 1902) — південь США, північно-центральна Мексика, після розмноження із північних регіонів мігрує далі на південь;
- P. f. citata (Van Tyne, 1938) — південна Мексика;
- P. f. cavicola (Barbour & A. C. Brooks, 1917) — Флорида та Куба;
- P. f. poeciloma (Gosse, 1847) — Ямайка;
- P. f. fulva (Vieillot, 1808) — Гаїті;
- P. f. puertoricensis (Garrido, 1999) — Пуерто-Рико.